# I Aquitanorum veterana
I Aquitanorum veterana или Cohors prima Aquitanorum veterana (Cohors I Aquitanorum veterana) е пехотен отряд на римската помощна войска. Активен е от 20-те години пр.н.е. до края на 213 г.
Сформиран е вероятно в Галия Аквитания от Август след бунта на аквитаните през 26 пр.н.е.. Кохортът е изпратен в Дунавския регион и се бие против панонциите през 9-6 пр.н.е. През 74 г. e стациониран в Горна Германия (Pfalz/Alsace), където остава до ранния 3 век. За последен път се споменава през 213 г.
Известни негови префекти (praefecti; региментни командири) са:
И. Руф Папириан Сентий Гемел от Berytos (Бейрут, Ливан) и Л. Цецилий Цецилиан от Thaenae (Сфакс, Тунис). Известни са и един pedes е от Ancyra (Анкара, Турция) и един тракийски конник (eques, cavalryman).